# Austerrum
Austerrum är ett Natura 2000-område i Öja och Fide socknar på Gotland.
Austerrum stränger sig 9 kilometer efter kusten mellan Tuviken i norr till Faludden i söder och består av betesmarker med alvar och strandäng. De inre delarna hade under slutet av 1900-talet börjat växa igen, men röjningar och återupptaget bete har nu åter öppnat markerna. Stranden är ett populärt tillhåll för vadarfåglar.
Bland de ovanligare arterna inom området märks saltmålla, dvärgarun, strandnål, gullborste, östkustarv och Späd ögontröst.